# Фолс (округ)
Округ Фолс (англ. Falls County) расположен в США, штате Техас. На 2000 год численность населения составляла 18 576 человек. По оценке бюро переписи населения США в 2009 году население округа составляло 16 782 человек. Окружным центром является город Марлин.

## История
Округ Фолс был сформирован в 1850 году.

## География
По данными Бюро переписи населения США, площадь округа Фолс составляет 1991 км².

### Основные шоссе
- Шоссе 77
- Автострада 6
- Автострада 7
- Автострада 14
- Автострада 53
- Автострада 320

### Соседние округа
- Лаймстон (северо-восток)
- Робертсон (юго-восток)
- Майлам (юг)
- Белл (юго-запад)
- Мак-Леннан (северо-запад)

## Демография
По данным переписи населения 2000 года в округе проживало 18 576 жителей. Среди них 24,5 % составляли дети до 18 лет, 15,6 % люди возрастом более 65 лет. 53,9 % населения составляли женщины.
Национальный состав был следующим: 71,5 % белых, 26,7 % афроамериканцев, 0,7 % представителей коренных народов, 0,2 % азиатов, 20,1 % латиноамериканцев. 0,8 % населения являлись представителями двух или более рас.
Средний доход на душу населения в округе составлял $14311. 24,2 % населения имело доход ниже прожиточного минимума. Средний доход на домохозяйство составлял $32844.
Также 66,2 % взрослого населения имело законченное среднее образование, а 9,6 % имело высшее образование.